# Vachellia sieberiana
Espèce
Synonymes
- Acacia sieberiana DC.[2]

Vachellia sieberiana est une espèce de plantes à fleurs de la famille des Fabacées. C'est un arbre originaire des savanes d'Afrique et atteint jusqu'à 25 m de hauteur.

## Description
Inflorescences sphériques crème ou jaunâtre composées de 3 à 6 capitules sphériques pédonculés.
L'écorce est blanchâtre.

## Médecine
L'écorce et la racine servent à traiter l'inflammation des voies urinaires. L'écorce soulage le rhume, la toux et la fièvre impubère.
Selon le World AgroForestry Centre :
« Une décoction de la racine est prise en remède contre les maux d'estomac. L'écorce, feuilles et gommes servent à traiter le ténia, la bilharziose, l'hémorragie, l'orchite, le rhume, la diarrhée, la gonorrhée, les problèmes rénaux, la syphilis, l'ophtalmie, le rhumatisme et les désordres du système circulatoire. Les cosses sont émollientes et les racines traitent maux d'estomac, l'acné, les problèmes urétraux, l'œdème et l'hydropisie. »
Le tanin, que toutes deux contiennent, possède des propriétés astringentes.

## Liste des variétés
Selon Catalogue of Life (25 février 2018) :
- variété Vachellia sieberiana var. sieberiana
- variété Vachellia sieberiana var. villosa (A.Chev.) Kyal. & Boatwr.
- variété Vachellia sieberiana var. woodii (Burtt Davy) Kyal. & Boatwr.